# Єлизавета Угорська (княгиня Богемії)
Єлизавета Угорська (угор. Magyarországi Erzsébet), (нар. близько 1144—1145 — пом. 12 січня після 1189) — угорська принцеса з династії Арпадів, донька короля Угорщини Гези II та київської княжни Єфросинії Мстиславівни (доньки Великого князя Київського Мстислава), дружина князя Богемії Бедржиха Пржемисловича.

## Біографія
Єлизавета народилася близько 1144—1145 років. Вона була старшою донькою короля Угорщини Гези II та його дружини української княжни Єфросинії Київської, доньки Великого князя Київського Мстислава. Дівчинка мала братів Іштвана, Белу, Гезу та Арпада й сестер Одолу, Ілону та Маргіт.
Матір Єлизавети була сильною жінкою і мала великий вплив на чоловіка та його політику. Через неї Геза II брав участь у походах на Русь проти Юрія Влодимировича та Володимирко Володаровича в підтримку Ізяслава Мстиславича. Також країна вела війни із Візантією.
Єлизавета близько 1157 року стала дружиною Бедржиха Пржемисловича, старшого сина князя Богемії Владислава II. У подружжя народилося шестеро дітей. У 1164 році її чоловік отримав титул князя Ольмюцького, а у 1172 Владислав зрікся трону та його користь. Однак, князем Богемії Берджих був лише кілька місяців. У 1173-му імператор Фрідріх I Барбаросса змістив його та відібрав право на спадкоємність королівського титулу. Однак у 1178 році Берджиху вдалося повернути батьківський престол після того як його наступник впав у немилість імператора. Фактично ж князівством більше правила Єлизавета, ніж сам Фрідріх.
У 1179, від'їжджаючи на сейм у Вюрцбурзі, Берджих офіційно довірив Єлизаветі керування країною. Собіслав ІІ скористався цим і взяв Прагу, де знаходилася княгиня, в облогу. Єлизавета сама з'являлася на полі бою під час сутичок зі своїми прапорами, на яких містилися церковні символи. Берджих на чолі німецьких найманців поспішив додому і зрештою переміг Собіслава.

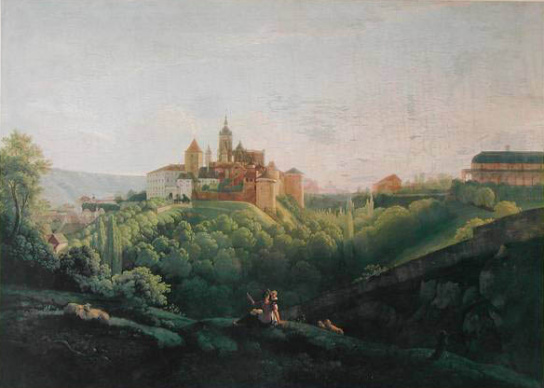
Празький град

За п'ять років ситуація повторилася. Берджих, залишивши Єлизавету на чолі держави, від'їхав до Німеччини, а Прагу узяв в облогу брат Собіслава, Вацлав. Місто тримало ворогів близько десяти тижнів, до приходу на допомогу війська діверя Єлизавети зальцбурзького архієпископа Войтеха III та герцога Австрії Леопольда V. Княгиня, як і минулого разу, особисто з'являлася на полі бою. Бунтівники були змушені відступити.
Навесні 1189 року Берджих помер. Князем Богемії став Конрад II. Єлизавета вимагала у нього Ольмюцьке князівство в обмін на Празький град. Конрад погодився, але, опинившись у замку, змінив своє рішення.
Відомо, що Єлизавета пережила чоловіка. Записи монастиря в Доксанах свідчать, що вона пішла з життя 12 січня, але рік невідомий.

## Родина

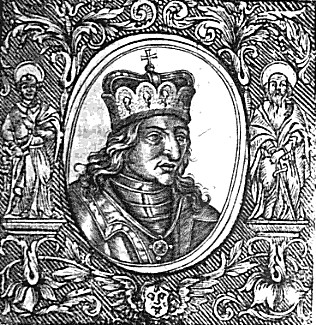
Бедржих Пржемислович

Чоловік —  Бедржих Пржемислович
Дітиː
- Єлена (нар. до 1158—?) — дружина Петра Комніна;[2]
- Софія (?—1185) — дружина марграфа Майсенського Альбрехта I, дітей не мала;
- Людмила (1170—1240) — була двічі одружена, мала п'ятьох дітей;
- Вратіслав (пом. до 1180);
- Ольга (пом. після 1163);
- Маргарита (пом. близько 1183).

## Генеалогія
Єлізавета веде свій родовід, в тому числі, й від великих князів Київських Володимира Мономаха та Мстислава Великого.

## В мистецтві
- Є однією із героїнь романів циклу «Zrození království» сучасної чеської письменниці Людмили Ванькової.